# إلينا سالغادو
إلينا سالغادو (بالإسبانية: Elena Salgado ) سياسية إسبانية تنتمي إلى حزب العمال الاشتراكي، و شغلت منصب وزيرة المالية والاقتصاد من شهر أبريل (نسيان) عام 2009 حتى شهر ديسمبر (كانون الأول) عام 2011 وكذلك المتحدثة الرسمية باسم حكومة ثاباتيرو الثانية . قبل ذلك كانت وزيرة الإدارة العامة والعلاقات مع المناطق الإسبانية التي تتمتع بحكم ذاتي.

## حياتها
درست إلينا علم الطاقة وتنظيم الصناعة في جامعة البوليتكنيك في مدريد  وأيضًا علم الاقتصاد في جامعة كمبلوتنسي بمدريد.
، وكانت رئيسة قسم دراسات الشركات الصغيرة والمتوسطة للصناعات الإسبانية من عام 1982 حتى عام 1984 تحت إشراف فيليبي غونثاليث. كانت أيضًا رئيسة قسم التكليفات الشخصية في وزارة المالية من عام 1985 حتى عام 1991 و من عام 1991 حتى عام 1996 شغلت منصب الأمين العام لوزارة البناء والنقل. بعد خسارة حزب العمال الاشتراكي في انتخابات عام 1996 عملت لحساب القطاع الخاص أينما عملت لصالح العديد من شركات الاتصال المختلفة.
و بعد فوز حزب العمال الاشتراكي بالانتخابات في عام 2004 شغلت منصب وزيرة الصحة في حكومة ثاباتيرو الأولى وكانت مسؤولة عن منع التدخين في المطاعم الإسبانية والذي دخل حيز التنفيذ في عام 2006. تولت منصب وزيرة الإدارة العامة في عام 2007 وظلت في المنصب حتى بعد انتخابات البرلمان في عام 2008. و تُعد من أكثر أعضاء الحكومة المحبوبين وذلك وفقًا للاستطلاعات الرأي.
في السابع من شهر أبريل (نسيان) لعام 2007 أعلن رئيس الوزراء ثاباتيرو في إطار تعديل شامل للحكومة بأنه قرر تعين إلينا لمنصب وزيرة الاقتصاد والمالية وكذلك لمنصب نائب رئيس الوزراء للمرة الثانية و هكذا تصبح خليفة بيدرو سولبيس الذي كان يشغل المنصب قبلها منذ عام 2004، و أصبح مانويل تشافيس هو الوزير الجديد لوزراة الإدارة العامة. ظلت في منصب نائب رئيس الوزراء خلال الفترة من شهر يوليه (تموز) حتى شهر ديسمبر (كانون الأول) عام 2011 وذلك لأن زميلها السابق ألفريدو بيريز روبالكابا  تم استبعاده من الحكومة كمرشح رئيس للانتخابات البرلمانية لعام 2011.

## وصلات خارجية
- إلينا سالغادو على موقع IMDb (الإنجليزية)
- إلينا سالغادو على موقع مونزينجر (الألمانية)

- السيرة الذاتية لإليناسالغادو  (باللغة الإسبانية)